# Risoba obliqua
Risoba obliqua är en fjärilsart som beskrevs av Louis Beethoven Prout 1921. Risoba obliqua ingår i släktet Risoba och familjen trågspinnare. Inga underarter finns listade.